# Lara Grangeon
Lara Grangeon (Numea, 21 settembre 1991) è una nuotatrice francese originaria della Nuova Caledonia.

## Carriera
Vincitrice di due medaglie di bronzo nei 200 m misti e nei 400 m misti agli Europei in vasca corta di Eindhoven 2010, Lara Grangeon ha disputato le Olimpiadi di Londra 2012 mancando la qualificazione alla finale dei 400 m misti dopo essersi piazzata 18ª nelle batterie. Vanta anche la presenza ai successivi Giochi di Rio de Janeiro 2016, dove ha gareggiato nei 200 m farfalla e nei 400 m misti, non riuscendo in entrambi i casi a superare le batterie.
Essendo nativa della Nuova Caledonia, Lara Grangeon ha pure rappresentato il suo Paese di origine ai Giochi del Pacifico. Ai Giochi di Numea 2011 ha disputato tutte e venti le gare previste, inclusa una gara di nuoto di fondo, salendo sul podio in tutti gli eventi e vincendo complessivamente 16 medaglie d'oro.
Agli europei di Budapest 2020, disputati nel maggio 2021 presso il lago Lupa, ha vinto la medaglia di argento nella 25 km, preceduta sul podio dalla tedesca Lea Boy.

## Palmarès
- Mondiali

Gwangju 2019: bronzo nella 25 km.
- Europei

Glasgow 2018: bronzo nella 5 km a squadre e nella 25 km.
Budapest 2020: argento nella 25 km.
- Europei in vasca corta

Eindhoven 2010: bronzo nei 200m misti e nei 400m misti.
Netanya 2015: argento nei 200m farfalla e bronzo nei 400m misti.
Copenaghen 2017: argento nei 400m misti e bronzo nei 200m farfalla.
- Giochi del Mediterraneo

Pescara 2009: argento nella 4x200m sl e bronzo nei 400m misti.
- Giochi del Pacifico

Apia 2007: oro nei 200m sl, nei 400m sl, negli 800m sl, nei 200m farfalla, nei 200m misti, nei 400m misti, nella 4x100m sl, nella 4x200m sl e nella 5km, argento nei 200m dorso e bronzo nei 200m rana.
Numea 2011: oro nei 100m sl, nei 200m sl, nei 400m sl, negli 800m sl, nei 50m dorso, nei 100m dorso, nei 200m dorso, nei 100m rana, nei 200m rana, nei 200m farfalla, nei 200m misti, nei 400m misti, nella 4x100m sl, nella 4x200m sl, nella 4x100m misti e nella 5km, argento nei 50m rana, nei 50m farfalla e nei 100m farfalla e bronzo nei 50m sl.
Port Moresby 2015: oro nei 200m sl, nei 400m sl, negli 800m sl, nei 200m rana, nei 100m farfalla, nei 200m farfalla, nei 200m misti, nei 400m misti, nella 4x100m sl, nella 4x200m sl e nella 4x100m misti.